# Ksar Tansikht
Ksar Tansikht (en arabe : قصر تانسيخت) est un village fortifié dans la province de Zagora, région de Draa-Tafilalet au sud-est du Maroc .